# Псевдафенопсы
Псевдафенопсы (Pseudaphaenops) — род жужелиц из подсемейства Trechinae.

## Описание
Жуки небольших размеров, в длину обычно достигающие 6—9 мм. Только переднеспинка в нежных волосках, надкрылья голые. Усики и ноги очень длинные.

## Систематика
В составе рода:
- Pseudaphaenops jacobsoni Pliginskiy, 1912 — Крым
- Pseudaphaenops tauricus (Winkler, 1912) — Крым